# Cannabinol
Cannabinol (CBN) ist ein leicht psychoaktives Cannabinoid, das nur in Spuren und hauptsächlich in gealtertem Cannabis vorkommt. Pharmakologisch relevante Mengen werden als Metabolit von Tetrahydrocannabinol (THC) gebildet. CBN wirkt als partieller Agonist an den CB1-Rezeptoren, hat jedoch eine höhere Affinität zu CB2-Rezeptoren; es hat jedoch geringere Affinitäten im Vergleich zu THC. Abgebaute oder oxidierte Cannabis-Produkte wie traditionell hergestelltes Haschisch enthalten viel CBN.
Wenn Cannabis über einen längeren Zeitraum Luft oder ultraviolettem Licht (z. B. im Sonnenlicht) ausgesetzt ist, wandelt sich THCA in Cannabinolsäure (CBNA) um. CBN wird dann durch Decarboxylierung von CBNA gebildet.

## Chemie
Chemisch betrachtet, ähneln sich Cannabinol (CBN) und Cannabidiol (CBD). Im Gegensatz zu THC weist CBN weder Doppelbindungsisomere noch Stereoisomere auf.

## Legalität
CBN wird nicht im Einheitsabkommen über die Betäubungsmittel der Vereinten Nationen von 1961 geführt, auch nicht in der Konvention über psychotrope Substanzen von 1971, somit ist CBN weitestgehend als legal eingestuft. In Kanada gibt es Beschränkungen hinsichtlich der Verkehrsfähigkeit.